# بک ایل سوب
بک ایل سوب (انگلیسی: Baek Il-seob؛ زادهٔ ۱۰ ژوئن ۱۹۴۴) یک بازیگر سینما اهل کره جنوبی است.